# Franjo Vladić
Franjo Vladić, (ur. 19 października 1950 w Mostarze, zm. 18 czerwca 2024 tamże) – jugosłowiański i bośniacki piłkarz, występujący na pozycji pomocnika.

## Kariera klubowa
Karierę zaczynał w klubie z rodzinnego miasta – FK Velež Mostar w roku 1966, a pierwszy raz w lidze zadebiutował w sezonie 1968/1969 (ogółem w tym sezonie wystąpił 8 razy i zdobył 2 gole). W ekipie Veleža zagrał 602 razy (w tym 355 razy w pierwszej lidze, gdzie zdobył także 163 bramek). Grał w koszulce z numerem 10 przez długi okres gry w Mostarze, był także kapitanem tej drużyny. Odznaczał się przede wszystkim świetną techniką, podaniami i dobrym strzałem. W roku 1979 przeniósł się wraz z Dušanem Bajeviciem do Grecji, do zespołu AEK Ateny, lecz już w czerwcu 1981 odszedł stamtąd, by zaliczyć epizod w Partizanie Belgrad. Później wrócił do Mostaru, gdzie grał do roku 1985 w którym to zakończył karierę, wciąż będąc aktywnym pierwszoligowcem.
| Sezon   | Klub         | Kraj       | Rozgrywki          | Mecze | Bramki |
| ------- | ------------ | ---------- | ------------------ | ----- | ------ |
| 1968/70 | Velež Mostar | Jugosławia | 1. liga Jugosławii | 8     | 2      |
| 1970/71 | Velež Mostar | Jugosławia | 1. liga Jugosławii | 32    | 8      |
| 1971/72 | Velež Mostar | Jugosławia | 1. liga Jugosławii | ?     | ?      |
| 1972/73 | Velež Mostar | Jugosławia | 1. liga Jugosławii | ?     | ?      |
| 1973/74 | Velež Mostar | Jugosławia | 1. liga Jugosławii | ?     | ?      |
| 1974/75 | Velež Mostar | Jugosławia | 1. liga Jugosławii | 33    | 14     |
| 1975/76 | Velež Mostar | Jugosławia | 1. liga Jugosławii | 32    | 5      |
| 1976/77 | Velež Mostar | Jugosławia | 1. liga Jugosławii | 24    | 4      |
| 1977/78 | Velež Mostar | Jugosławia | 1. liga Jugosławii | 5     | 4      |
| 1978/79 | Velež Mostar | Jugosławia | 1. liga Jugosławii | 29    | 4      |
| 1979/80 | AEK Ateny    | Grecja     | Alpha Ethniki      | 0     | 0      |
| 1980/81 | AEK Ateny    | Grecja     | Alpha Ethniki      | 21    | 2      |
| 1981/82 | FK Partizan  | Jugosławia | 1. liga Jugosławii | 33    | 3      |
| 1982/83 | Velež Mostar | Jugosławia | 1. liga Jugosławii | 30    | 4      |
| 1983/84 | Velež Mostar | Jugosławia | 1. liga Jugosławii | 13    | 4      |
| 1984/85 | Velež Mostar | Jugosławia | 1. liga Jugosławii | 4     | 0      |

## Kariera reprezentacyjna
Vladić zagrał raz w reprezentacji młodzieżowej Jugosławii (1970) i 11 razy w reprezentacji U-21 (1970–1972). W reprezentacji Jugosławii wystąpił 24 razy i zdobył 3 gole. Zadebiutował w niej w rozgrywanym 11 października 1972 w Londynie spotkaniu przeciwko Anglii, zremisowanym 1:1, gdzie zdobył swojego pierwszego gola. Ostatni raz w kadrze wystąpił w meczu rozgrywanym 1 lutego 1977 w León przeciwko Meksykowi, gdzie Jugosławia przegrała aż 1:5. Wraz z reprezentacją Jugosławii uczestniczył w MŚ 1974 i Euro 1976.
- 1. 11 października 1970 Londyn,  Anglia –  Jugosławia 1:1
- 2. 19 października 1970 Las Palmas de Gran Canaria,  Hiszpania –  Jugosławia 2:2
- 3. 19 listopada 1972 Belgrad,  Jugosławia –  Grecja 1:0
- 4. 4 lutego 1973 Tunis,  Tunezja –  Jugosławia 0:5
- 5. 9 maja 1973 Monachium,  RFN –  Jugosławia 0:1
- 6. 13 maja 1973 Warszawa,  Polska –  Jugosławia 2:2
- 7. 26 września 1973 Belgrad,  Jugosławia –  Węgry 1:1
- 8. 17 kwietnia 1974 Zenica,  Jugosławia –  ZSRR 0:1
- 9. 28 września 1974 Zagrzeb,  Jugosławia –  Włochy 1:0
- 10. 30 października 1974 Belgrad,  Jugosławia –  Norwegia 3:1
- 11. 16 marca 1975 Belfast,  Irlandia Północna –  Jugosławia 1:0
- 12. 31 maja 1975 Belgrad,  Jugosławia –  Holandia 3:0
- 13. 4 czerwca 1975 Sztokholm,  Szwecja –  Jugosławia 1:2
- 14. 9 czerwca 1975 Oslo,  Norwegia –  Jugosławia 1:3
- 15. 15 października 1975 Zagrzeb,  Jugosławia –  Szwecja 3:0
- 16. 19 listopada 1975 Belgrad,  Jugosławia –  Irlandia Północna 1:0
- 17. 18 lutego 1976 Tunis,  Tunezja –  Jugosławia 2:1
- 18. 24 lutego 1976 Algier,  Algieria –  Jugosławia 1:2
- 19. 17 kwietnia 1976 Banja Luka,  Jugosławia –  Węgry 0:0
- 20. 22 maja 1976 Cardiff,  Walia –  Jugosławia 1:1
- 21. 17 czerwca 1976 Belgrad,  Jugosławia –  RFN 2:4 d.
- 22. 19 czerwca 1976 Zagrzeb,  Jugosławia –  Holandia 2:3 d.
- 23. 30 stycznia 1977 Bogota,  Kolumbia –  Jugosławia 0:1
- 24. 1 lutego 1977 León,  Meksyk –  Jugosławia 5:1